# Бернский университет прикладных наук
Бернский университет прикладных наук (нем. Berner Fachhochschule) — университет, расположенный в Берне, в немецкой части Швейцарии.

## Структура
Бернский университет прикладных наук имеет следующие отделы:
- Инженерии и информационных технологий,
- Архитектуры, деревообработки и строительства,
- Прикладной экономики и управления, здравоохранения, социальной работы,
- Бернский колледж искусств,
- Сельскохозяйственный колледж,
- Институт спорта Магглинген.